# Lila
Lila ist ein weiblicher Vorname.

## Herkunft und Bedeutung
Für den Namen Lila gibt es viele mögliche Erklärungen, die einander nicht ausschließen. Er kann aus dem Sanskrit-Wort Lila (लीला) kommen und „Spiel, Vergnügen“ bedeuten. Der indische Name Lila wird oft Leela geschrieben.
Eine andere Erklärung lautet: Bis ins Mittelalter gab es den deutschen Begriff „lila“ nicht, er wurde erst während der Kreuzzüge aus dem Sanskrit über das Persische und das arabische Wort für Flieder (lilak) nach Spanien und von dort aus nach Frankreich gebracht. Aus dem daraus entwickelten französischen Lehnwort „lilas“ (die Pflanze Flieder) entwickelte sich schließlich durch phonetische Transkription das deutsche Wort.
Im englischen Sprachraum ist Lila auch eine andere Schreibweise des Namens Leyla. Lila kann auch als Abwandlung der Namen Lilli und Lilith angesehen werden. Im deutschen Sprachraum ist der Name durch Max Frischs Roman Mein Name sei Gantenbein bekannt, in dem die weibliche Hauptfigur diesen Vornamen trägt.
Das Singspiel Lila von Johann Wolfgang von Goethe aus dem Jahr 1777 mit der aus Liebeskummer wahnsinnig gewordenen Titelfigur wurde erst 1995, nach über 170 Jahren, wieder öffentlich aufgeführt.

## Bekannte Namensträgerinnen

### Vorname
- Lila Downs (* 1968), mexikanisch-US-amerikanische Sängerin
- Lila Dulali (1938–2005), indische Theater- und Filmschauspielerin
- Lila Gleitman (1929–2021), US-amerikanische Entwicklungspsychologin, Kognitionswissenschaftlerin und Psycholinguistin
- Lila Konomara (* 1960), griechische Autorin und Übersetzerin
- Lila Lapanja (* 1994), US-amerikanische Skirennläuferin
- Lila Lee (1901–1973), US-amerikanische Schauspielerin
- Lila Majumdar (লীলা মজুমদার, Līlā Majumadār; 1908–2007), bengalische Schriftstellerin
- Lila Marangou (Ευαγγελία „Λίλα“ Μαραγκού Evangelia „Lila“ Marangou; * 1938), griechische klassische Archäologin
- Lila O’Neale (1886–1948), US-amerikanische Kulturanthropologin und Ethnologin
- Lila Rocco (auch Lyla Rocco und Lilla Rocco; 1933–2015), italienische Schauspielerin
- Lila Tretikov (* 1978), US-amerikanische Geschäftsführerin
- Lila Wallace (eigentlich Lila Bell Acheson; 1889–1984), US-amerikanische Verlegerin

### Künstlername
- Lilâ Gürmen (* 1966), türkischstämmige Schauspielerin

### Familienname
- Andi Lila (* 1986), albanischer Fußballspieler
- Elsa Lila (* 1981), albanische Sängerin
- Mimoza Kusari-Lila (* 1975), kosovarische Politikerin